# Aciculites sulcus
Aciculites sulcus är en svampdjursart som beskrevs av Kelly 2007. Aciculites sulcus ingår i släktet Aciculites och familjen Scleritodermidae. Inga underarter finns listade i Catalogue of Life.